# Hogna inhambania
Hogna inhambania este o specie de păianjeni din genul Hogna, familia Lycosidae, descrisă de Roewer, 1955.
Este endemică în Mozambic. Conform Catalogue of Life specia Hogna inhambania nu are subspecii cunoscute.